# Priscaenigma obtusum
Priscaenigma obtusum là một loài côn trùng trong họ Priscaenigmatidae thuộc bộ Raphidioptera. Loài này được Whalley miêu tả năm 1985.